# Giro di Romandia 1981
Il Giro di Romandia 1981, trentacinquesima edizione della corsa, si svolse dal 5 al 10 maggio su un percorso di 859 km ripartiti in 5 tappe (la quinta suddivisa in due semitappe) e un cronoprologo, con partenza a Murten e arrivo a Vernier. Fu vinto dallo svedese Tommy Prim della Bianchi-Piaggio davanti all'italiano Giuseppe Saronni e all'olandese Peter Winnen.

## Tappe
| Tappa  | Data      | Percorso                              | km   | Vincitore di tappa  | Leader cl. generale |
| ------ | --------- | ------------------------------------- | ---- | ------------------- | ------------------- |
| Prol.  | 5 maggio  | Murten > Murten (cron. individuale)   | 2    | Urs Freuler         | Urs Freuler         |
| 1ª     | 6 maggio  | Murten > Saignelégier                 | 213  | Giuseppe Saronni    | Giuseppe Saronni    |
| 2ª     | 7 maggio  | Saignelégier > Bussigny               | 172  | Ludo Peeters        | Ludo Peeters        |
| 3ª     | 8 maggio  | Bussigny > Anzère                     | 181  | Giuseppe Saronni    | Giuseppe Saronni    |
| 4ª     | 9 maggio  | Anzère > Martigny                     | 121  | Alf Segersäll       | Tommy Prim          |
| 5ª-1ª  | 10 maggio | Martigny > Vernier                    | 143  | Johan van der Velde | Tommy Prim          |
| 5ª-2ª  | 10 maggio | Vernier > Vernier (cron. individuale) | 27,3 | Gerrie Knetemann    | Tommy Prim          |
| Totale | Totale    | Totale                                | 859  |                     |                     |

## Dettagli delle tappe

### Prologo
- 5 maggio: Murten > Murten (cron. individuale) – 2 km

| Pos. | Corridore         | Squadra    | Tempo |
| ---- | ----------------- | ---------- | ----- |
| 1    | Urs Freuler       | TI-Raleigh | 2'31" |
| 2    | Hans Känel        | Bilta      | a 2"  |
| 3    | Philippe Martinez | Peugeot    | s.t.  |

| Pos. | Corridore         | Squadra    | Tempo |
| ---- | ----------------- | ---------- | ----- |
| 1    | Urs Freuler       | TI-Raleigh | 2'31" |
| 2    | Hans Känel        | Bilta      | a 2"  |
| 3    | Philippe Martinez | Peugeot    | s.t.  |

### 1ª tappa
- 6 maggio: Murten > Saignelégier – 213 km

| Pos. | Corridore                 | Squadra     | Tempo    |
| ---- | ------------------------- | ----------- | -------- |
| 1    | Giuseppe Saronni          | Gis Gelati  | 5h48'08" |
| 2    | Pierre-Raymond Villemiane | Renault-Elf | s.t.     |
| 3    | Johan van der Velde       | TI-Raleigh  | s.t.     |

| Pos. | Corridore         | Squadra    | Tempo    |
| ---- | ----------------- | ---------- | -------- |
| 1    | Giuseppe Saronni  | Gis Gelati | 5h50'34" |
| 2    | Ludo Peeters      | TI-Raleigh | a 6"     |
| 3    | Philippe Martinez | Peugeot    | a 7"     |

### 2ª tappa
- 7 maggio: Saignelégier > Bussigny – 172 km

| Pos. | Corridore        | Squadra    | Tempo    |
| ---- | ---------------- | ---------- | -------- |
| 1    | Ludo Peeters     | TI-Raleigh | 4h10'26" |
| 2    | Alf Segersäll    | Bianchi    | s.t.     |
| 3    | Giuseppe Saronni | Gis Gelati | a 4"     |

| Pos. | Corridore        | Squadra    | Tempo     |
| ---- | ---------------- | ---------- | --------- |
| 1    | Ludo Peeters     | TI-Raleigh | 10h00'56" |
| 2    | Giuseppe Saronni | Gis Gelati | a 6"      |
| 3    | Alf Segersäll    | Bianchi    | a 11"     |

### 3ª tappa
- 8 maggio: Bussigny > Anzère – 181 km

| Pos. | Corridore        | Squadra     | Tempo    |
| ---- | ---------------- | ----------- | -------- |
| 1    | Giuseppe Saronni | Gis Gelati  | 4h51'02" |
| 2    | Peter Winnen     | Capri Sonne | a 15"    |
| 3    | Tommy Prim       | Bianchi     | s.t.     |

| Pos. | Corridore        | Squadra     | Tempo     |
| ---- | ---------------- | ----------- | --------- |
| 1    | Giuseppe Saronni | Gis Gelati  | 14h51'54" |
| 2    | Tommy Prim       | Bianchi     | a 56"     |
| 3    | Peter Winnen     | Capri Sonne | a 57"     |

### 4ª tappa
- 9 maggio: Anzère > Martigny – 121 km

| Pos. | Corridore     | Squadra     | Tempo    |
| ---- | ------------- | ----------- | -------- |
| 1    | Alf Segersäll | Bianchi     | 3h09'44" |
| 2    | Godi Schmutz  | Cilo-Aufina | a 1'57"  |
| 3    | Tommy Prim    | Bianchi     | a 1'58"  |

| Pos. | Corridore        | Squadra    | Tempo     |
| ---- | ---------------- | ---------- | --------- |
| 1    | Tommy Prim       | Bianchi    | 18h04'09" |
| 2    | Giuseppe Saronni | Gis Gelati | a 11"     |

### 5ª tappa - 1ª semitappa
- 10 maggio: Martigny > Vernier – 143 km

| Pos. | Corridore           | Squadra     | Tempo    |
| ---- | ------------------- | ----------- | -------- |
| 1    | Johan van der Velde | TI-Raleigh  | 3h12'02" |
| 2    | Henry Rinklin       | Puch        | s.t.     |
| 3    | Peter Winnen        | Capri Sonne | s.t.     |

| Pos. | Corridore        | Squadra    | Tempo     |
| ---- | ---------------- | ---------- | --------- |
| 1    | Tommy Prim       | Bianchi    | 21h16'11" |
| 2    | Giuseppe Saronni | Gis Gelati | a 11"     |

### 5ª tappa - 2ª semitappa
- 10 maggio: Vernier > Vernier (cron. individuale) – 27,3 km

| Pos. | Corridore        | Squadra     | Tempo   |
| ---- | ---------------- | ----------- | ------- |
| 1    | Gerrie Knetemann | TI-Raleigh  | 36'38"  |
| 2    | Daniel Willems   | Capri Sonne | a 6"    |
| 3    | Tommy Prim       | Bianchi     | a 1'08" |

| Pos. | Corridore        | Squadra     | Tempo     |
| ---- | ---------------- | ----------- | --------- |
| 1    | Tommy Prim       | Bianchi     | 21h54'15" |
| 2    | Giuseppe Saronni | Gis Gelati  | a 27"     |
| 3    | Peter Winnen     | Capri Sonne | a 1'27"   |

## Classifiche finali

### Classifica generale
| Pos. | Corridore                | Squadra                     | Tempo     |
| ---- | ------------------------ | --------------------------- | --------- |
| 1    | Tommy Prim               | Bianchi-Piaggio             | 21h54'15" |
| 2    | Giuseppe Saronni         | Gis Gelati-Campagnolo       | a 27"     |
| 3    | Peter Winnen             | Capri Sonne                 | a 1'27"   |
| 4    | Michel Laurent           | Peugeot-Esso-Michelin       | a 1'31"   |
| 5    | Joaquim Agostinho        | Sem-France-Loire-Campagnolo | a 2'16"   |
| 6    | Gianbattista Baronchelli | Bianchi-Piaggio             | a 2'45"   |
| 7    | Robert Millar            | Peugeot-Esso-Michelin       | a 3'30"   |
| 8    | Johan De Muynck          | Splendor-Wickes-Europ Decor | a 4'11"   |
| 9    | Jo Maas                  | Ti-Raleigh-Creda            | a 4'17"   |
| 10   | Godi Schmutz             | Cilo-Aufina                 | a 4'28"   |